# Jean d'Aillon
Pour les articles homonymes, voir Daillon et D'Aillon.
 (juin 2023).
Jean d'Aillon, pseudonyme de Jean-Louis Roos, né au Gabon le 16 avril 1948, est un écrivain français, auteur de nombreux romans policiers historiques.

## Biographie
Né au Gabon en 1948, il a à peine trois ans, en 1951, quand ses parents rentrent en France pour s'installer dans le Midi. Il suit des études d'économie et réussit deux doctorats d’État en sciences économiques. Il a enseigné l'histoire économique et la macroéconomie à l'Université, avant de passer à l'administration des Finances puis à la Commission européenne où il s'adonne à la recherche en économie, statistique et intelligence artificielle,,,. Il vit à Aix-en-Provence, théâtre de plusieurs de ses romans. Il publie à partir de 1997 des romans policiers autour de l'Histoire de France et des récits historiques. Il démissionne de l’administration des finances en 2007 car il gagnait alors plus en droits d’auteur que son salaire de fonctionnaire. De plus, il avait de plus en plus de mal à supporter les décisions prises par une hiérarchie qu'il juge alors incompétente.

## Œuvre
Initialement publiés chez Le Grand Châtelet (collection Les mystères de Provence), maison d'édition créée par l'auteur lui-même, puis chez Jean-Claude Lattès, ses romans ont été réédités dans la collection « Labyrinthes », puis dans la collection « Masque poche » des Éditions du Masque. Depuis 2010, Jean d'Aillon publie également chez Flammarion et J'ai lu.
À partir de 2015, une nouvelle série de romans policiers historiques, qui ont pour héros les personnages d'Edward Holmes et de Gower Watson, sont publiées aux éditions 10/18 dans la collection « Grands Détectives ».
Auteur prolifique, il écrit environ 1 000 pages A5 par an.

### Romans

#### SérieLouis Fronsac
Louis Fronsac, notaire à Paris, met ses talents d'enquêteur au service de Richelieu (duc de… Fronsac) puis de Mazarin. Aidé de son ami Gaston de Tilly, commissaire, et de soldats chevronnés tels que Gaufredi et Bauer, il va déjouer plusieurs complots et acquérir par ses mérites ses titres de noblesse. 
 Voici la liste des publications dans l'ordre chronologique :
1. Les Ferrets de la reine (2007, JC Lattès Ed. ; Éditions du Masque, coll. « Labyrinthes »[8] no 195, 2011 ; réédition, Masque poche no 37, 2014). Déroulement de l'intrigue de septembre 1624 à août 1625.
2. Les Collèges fantômes (2017, Presses-De-La-Cite ). Octobre 1626. Louis Fronsac et Gaston de Tilly font leur rentrée au collège de Clermont. Toujours curieux, ils décident d'explorer le collège mitoyen abandonné que le recteur souhaite acquérir pour un agrandissement indispensable. Mais si le lieu est hanté, comme il en a la réputation, ce n'est que par des muids de vin de contrebande.
3. Le Mystère de la chambre bleue (1999 ; Éditions du Masque, coll. « Labyrinthes » no 136, 2004 ; réédition, coll. « Masque poche » no 38, 2014). Sous Louis XIII, Louis Fronsac enquête sur le rôle qu'a joué la marquise de Rambouillet durant les trois conspirations de 1641 : celle du duc de Vendôme, celle du comte de Soissons et celle du marquis de Cinq-Mars. Action située de mai 1641 à décembre 1642.
4. La Conjuration des Importants (2000, Éditions du Masque, coll. « Labyrinthes » no 131, 2005 ; réédition, coll. « Masque poche » no 42, 2014). Événements de la cabale des Importants, survenus de décembre 1642 à septembre 1643.
5. La Conjecture de Fermat (JC Lattès, 2006 ; Éditions du Masque, coll. « Labyrinthes » no 178 ; réédition, coll. « Masque poche » no 49, 2014) : les codes secrets de la diplomatie française sont peut-être en danger, alors que se négocie la fin de la guerre de Trente Ans. Louis Fronsac doit démasquer l'espion et rencontre Blaise Pascal et Pierre de Fermat pour renforcer le chiffre employé. Action située de novembre 1643 à janvier 1644.
6. L'Homme aux rubans noirs (2010, Éditions JC Lattès) regroupe cinq récits :
  1. La Lettre volée (nouvelle également parue aux Éditions du Masque, coll. « Labyrinthes », 2007). Action située en avril 1644
  2. L'Héritier de Nicolas Flamel (Action située de mai à juillet 1644)
  3. L'Enfançon de Saint-Landry (Action située en janvier 1646)
  4. Le Maléfice qui tourmentait M. d’Emery (Action située en mars - avril 1646)
  5. La Confrérie de l'Index (Action située en novembre 1647).
7. L'Exécuteur de la haute justice (2004 ; Éditions du Masque, coll. « Labyrinthes » no 143, 2006 ; réédition, coll. « Masque poche » no 56, 2015) : un jeune homme de quinze ans originaire des Pays-Bas pourrait prétendre devenir le chef de file des huguenots de France, en tant que fils du duc de Rohan. Est-ce un imposteur ? Louis Fronsac, désormais chevalier, rencontrera un dénommé Jean-Baptiste Poquelin au cours de son enquête. Déroulement de l'intrigue de mars à fin 1645.
8. L'Énigme du clos Mazarin (1997 ; Éditions du Masque, coll. « Labyrinthes » no 158, 2007) : en 1646, le frère du cardinal Mazarin, archevêque d'Aix-en-Provence, est compromis dans une affaire de spéculation immobilière. Louis Fronsac doit enquêter discrètement afin d'éviter un scandale qui éclabousserait la couronne. Mais bon nombre de notables se disputent le contrôle de la cité ... Évènements survenus en avril - mai  1647.
9. Le Secret de l'enclos du Temple (2011, Flammarion). Déroulement de l'intrigue en 1647. Le cardinal Mazarin et la reine, de par leurs nombreuses erreurs de gouvernance et d'alliances, se voient confrontés à la populace qui se révolte. Dans le même temps, Louis Fronsac découvre chez son frère un bien étrange message codé ainsi qu'une caissette d'écus et de louis. Apparaît alors le nom de Jacques de Molay: dernier templier...
10. La Malédiction de la Galigaï (2012, Flammarion). Déroulement de l'intrigue en 1649.
11. L'Enlèvement de Louis XIV (2001, Éditions du Masque, coll. « Labyrinthes » no 159, 2007) regroupe deux récits:
  1. Le Disparu des chartreux (février - mars 1659),
  2. L'Enlèvement de Louis XIV (Janvier 1661).
12. Le Bourgeois disparu (dans La Vie de Louis Fronsac, J'ai lu, 2013). Action située en juin 1661.
13. Le Forgeron et le Galérien (Dans La Vie de Louis Fronsac, J'ai lu, 2013). Action située en mars 1663.
14. Le Dernier Secret de Richelieu (1998, Éditions du Masque, coll. « Labyrinthes » no 132, 2005) : Louis Fronsac, âgé, mène une dernière enquête qui l'amène à découvrir qui est l'Homme au masque de fer. Évènements survenus de septembre 1669 à mai 1670.
15. Menaces sur le roi (Kindle Amazon, 2013) & (10/18, 2018). L'histoire se situe quelques semaines après le dernier secret de Richelieu. Louis XIV fait appel à Louis Fronsac...
16. Le Grand Arcane des rois de France (2015, Flammarion)
17. Le Grand Incendie (Plon, 2018)
18. L’Épouvantable Meurtre du marquis de Fors (10/18, 2022)
19. Sauver Marie Mancini (2023)

Hors-série : La Vie de Louis Fronsac par Aurore La Forêt est préfacée par Jean d'Aillon (2005 ; Le Masque, coll. « Labyrinthes » hors-série, 2007 ; J'ai lu 2013).

#### SérieLe Brigand Trois-Sueurs
1. L'Obscure Mort des ducs (2002, Éditions du Masque coll. « Labyrinthes » no 153, 2007) regroupe quatre récits : Les Effroyables Débauches de La Drouillade (1698-1707), Le Grand Hyver (1709), L'Obscure Mort des ducs (1712), La Terrifiante Agression (1720).
2. Le Captif au masque de fer, et autres enquêtes du brigand Trois-Sueurs (2007 ; réédition, coll. « Masque poche » no 22, 2013) regroupe : Le Captif au masque de fer (1706), La Fille du lieutenant de police (1698) et Cartouche, capitaine général de la Grande truanderie (1721).
3. La Devineresse (2005)

#### SérieLucius Gallus
1. Attentat à Aquae Sextiae (2000, Éditions du Masque coll. « Labyrinthes » no 147, 2005)
2. Le Complot des Sarmates et La Tarasque (Éditions du Masque coll. « Labyrinthes » no 166, 2008)

#### SérieOlivier Hauteville
1. La Guerre des trois Henri : Trois titres parus. En 1585, trois hommes se disputent le royaume de France sur fond de guerres de religion : le roi Henri III, qui veut conserver son trône, mais n’a pas d’héritier ; Henri de Navarre, qui veut faire valoir ses droits en tant que son successeur légitime ; Henri de Guise à la tête des ultra-catholiques, la Ligue.
  1. Les Rapines du Duc de Guise (JC Lattès, oct 2008)  (ISBN 9782709630542), (Le Livre de Poche, 2010)
  2. La Guerre des amoureuses (JC Lattès, février 2009)  (ISBN 9782709630559), (Le Livre de Poche, 2011)
  3. La Ville qui n’aimait pas son roi (JC Lattès, mai 2009)  (ISBN 9782709630566), (Le Livre de Poche, 2011)
2. Récits cruels et sanglants durant la guerre des trois Henri, recueil des trois nouvelles suivantes : "Le capucin exorciste (1584-1585)", "Le faux monnayeur bouilli tout vif (1586-1587)", et "Mourir sur les chemins de Compostelle" (J'ai Lu, 2011)[9]
3. Dans les griffes de la Ligue (Flammarion, 2013)
4. Le Vol du Sancy (Kindle Amazon, 2013)
5. La Bête des Saints-Innocents (Flammarion, 2014)

#### SérieGuilhem d’Ussel
Ces romans se situent sous le règne de Philippe Auguste. Ils sont classés ci-dessous dans l'ordre chronologique des événements relatés et non dans leur ordre de parution.
1. De taille et d'estoc (éditions Presses de la Cité, 2012 ; éditions J'ai Lu, 2013), histoire se déroulant de 1187 à 1193.
2. La Charte maudite (Kindle Amazon, 2012) - 1er chapitre du livre L’Évasion de Richard Cœur de Lion (Flammarion, 2015)
3. Férir ou périr (éditions Presses de la Cité, 2014)
4. L'Évasion de Richard Cœur de Lion - 2e et principal chapitre du livre L'Évasion de Richard Cœur de Lion (Flammarion, 2015)
5. À lances et à pavois (éditions Presses de la Cité, 2020)
6. Félonies et Malaventures 1194  (Presses de la Cité, 2023)
7. Marseille, 1198 (éditions J’ai Lu, 2010)
8. Le Noël du Chat botté - 3e chapitre du livre L’Évasion de Richard Cœur de Lion (Flammarion, 2015)
9. Les Perdrix de Lectoure - 4e chapitre du livre L’Évasion de Richard Cœur de Lion (Flammarion, 2015)
10. Paris, 1199 (J’ai Lu, 2010)
11. Londres, 1200 (J'ai Lu, mars 2011)
12. Retour à Cluny - 5e chapitre du livre L’Évasion de Richard Cœur de Lion (Flammarion, 2015)
13. Montségur, 1201 (J'ai lu, 13 juin 2012)
14. Le Loup maléfique - 6e et dernier chapitre du livre L’Évasion de Richard Cœur de Lion (Flammarion, 2015)
15. Rome, 1202 (Flammarion, septembre 2013)
16. Les Brutes de Torre di Astura - 1er chapitre de Guilhem d'Ussel dans la tourmente (2017) (ISBN 978-1973539568)
17. Rouen, 1203 (Flammarion, septembre 2014)
18. La Mort de Guilhem d'Ussel - 2e chapitre de Guilhem d'Ussel dans la tourmente (2017) (ISBN 978-1973539568)
19. La Revenante - 3e chapitre de Guilhem d'Ussel dans la tourmente (2017) (ISBN 978-1973539568)
20. Béziers, 1209 (Flammarion, 2016)
21. Wartburg, 1210 (Plon, 2019)  (ISBN 978-2259277280)
22. Cordoue, 1211 (Robert Laffont, 2021)
23. Bouvines, 1214 (Robert Laffont, 2024)

#### SérieLes Chroniques d'Edward Holmes et Gower Watson
Ces romans se situent dans les années 1420.
1. Mai 1420 - Une étude en écarlate, Éditions 10/18, coll. « Grands Détectives », 2015, 504 p.  (ISBN 9782264065490)
2. Printemps 1422 - Le Chien des Basqueville, Éditions 10/18, coll. « Grands Détectives », 2016, 504 p.  (ISBN 9782264067869)
3. Décembre 1422 - 5 médailles d'argent, Éditions le Grand Chatelet, 141 pages (ASIN B01AEVM1VA)
4. Janvier 1423 - La Ville de la peur, Éditions 10/18, coll. « Grands Détectives », 2017, 480 p.  (ISBN 9782264070616)
5. 1423 - Les Exploits d'Edward Holmes, Éditions 10/18, coll. « Grands Détectives », 2017, 480 p.  (ISBN 978-2264068750)Recueil de trois nouvelles : Le chanoine à la lèvre tordue (octobre 1421), Cinq médailles d'argent et L'escarbouche du roi Charles
6. Printemps 1424 - Le Pont de Montereau, Éditions 10/18, coll. « Grands Détectives », 2018, 576 p.  (ISBN 978-2264073242)
7. 1424-1425 - La Maison de l'abbaye, Éditions 10/18, coll. « Grands Détectives », 2020, 264 p.  (ISBN 978-2264076588)
8. Fevrier 1425 - La Danse macabre, Éditions 10/18, coll. « Grands Détectives », 2018, 522 p.  (ISBN 9782264074294)
9. Mai 1425 - Le Signe des trois, Éditions 10/18, coll. « Grands Détectives », 2021, 600 p.  (ISBN 9782264078285)
10. Novembre 1425 - Le rat géant de l'hôtel Saint-Pol, Éditions 10/18, coll. « Grands Détectives », 2023, 288 p.  (ISBN 978-2264081421)
11. 1427 - La prophétesse voilée, Éditions 10/18, coll. « Grands Détectives », 2025, 523 p.  (ISBN 9782264085566)

#### SérieRobert de L'Aigle
1. La Quête du trésor du Temple (éditions Presses de la Cité, 2018)
2. La vengeance du Baphomet (10-18, 2022)

#### SérieRécit du temps de Charles V
1. L’Archiprêtre et la Cité des Tours, Éditions du Masque, coll. « Labyrinthes » no 172, 2008
2. La Rançon du roi Jean, Robert Laffont, 2022
3. Les Assassins d'Étienne Marcel. Les vilénies de Charles le Mauvais, Robert Laffont, 2003, 480 p.

#### Autres romans
- Nostradamus et le Dragon de Raphael (2002 ; Éditions du Masque coll. « Labyrinthes », no 137, 2005) : Charles Quint a envahi la Provence en 1536 et ses hommes vont piller et dévaster le pays. À cause d'une épidémie, l'Empereur doit cacher son butin en espérant le reprendre plus tard. En 1564, en pleine guerre entre les catholiques et les réformés, la découverte de ce trésor devient impérative pour les deux camps. Le célèbre astrologue Nostradamus et Yohan de Vernègues, lieutenant du viguier d'Aix, conjuguent leurs efforts
- Juliette et les Cézanne (JC Lattès, 2010)
- Le Duc d’Otrante et les compagnons du soleil (Éditions du Masque coll. « Labyrinthes » no 189, 2010)
- Marius Granet et le trésor du Palais Comtal (Éditions du Masque coll. « Labyrinthes » no 181, 2009), réédition Presses de la Cité (2022)